# NGC 1736
NGC 1736 – mgławica emisyjna położona w gwiazdozbiorze Złotej Ryby, w Wielkim Obłoku Magellana. Została odkryta 30 grudnia 1836 roku przez Johna Herschela.